# Фольклорные формулы
Фольклорные формулы — традиционные,  ритмически упорядоченные словесные конструкции фольклора.
Фольклорные формулы относятся к традиционным явлениям фольклора, его поэтики. Они представляют собой законченное суждение о предмете описания.
Фольклорные формулы бывают:
- Инициальные (зачины). К ним относятся начала башкирских баитов: «Со слова “бисмилла” начинаю я баит» (баш. Бисмилла итеп башланым был бәйеттең баштарын), начало русских народных сказок: «Жил-был жил старик со старухой», «Было-жило два брата». К зачинам относятся формулы времени: «В старые годы...», «Жили себе...» и др.
- Медиальные — формулы роста батыров: «Рос не по дням, а по часам» (баш. Көн үҫәһен сәғәт үҫкән) и т. д.;
- Формулы существования героев, наличия у них детей: «Жили-были старик да старуха, у них было три дочери», «В некотором царстве жил царь с царицею и не было у них детей».
- Топографические формулы характерны для волшебных сказок. «В некотором царстве, в некотором государстве»; «Где-то; в одной деревне». Топографические формулы в основном имеют неопределенный характер.
- Финальные. К ним относятся концовки башкирских сказок: «Сказка моя дальше пошла, а я остался тут» (баш. Әкиәтем ары, үҙем бире) и т. д.

Такие словесные конструкции способствуют запоминанию фольклорного текста и дальнейшего его пересказа.
В ритуальном фольклоре встречаются звуковые формулы. К ним относятся выделяемые интонационно возгласы: «Слава!», «Диво!», «Лады, лады!» и др.